# 다이나민 유사 120 kDa 단백질
다이나민 유사 120 kDa 단백질, 미토콘드리아(영어: dynamin-like 120 kDa protein, mitochondrial, OPA1)는 인간에서 OPA1 유전자에 의해 암호화되는 단백질이다. 이 단백질은 미토콘드리아 내막에서 미토콘드리아 융합 및 크리스타 구조를 조절하고 ATP 합성 및 세포자살, 미토콘드리아의 모양 유지에 기여한다. 이 유전자의 돌연변이는 우성 시신경 위축(dominant optic atrophy, DOA)과 관련되어 시력, 청력, 근육 수축 및 관련 기능 장애의 손실을 초래한다.

## 구조
이 유전자에 대해 엑손 4와 4b 및 5b로 명명된 2개의 신규 엑손의 대체 스플라이싱으로 인해 다른 아이소형을 암호화하는 8개의 전사체 변이체가 보고되었다. 이들은 미토콘드리아 내막에 부착되는 긴 동질형(L-OPA1)과 미토콘드리아 외막 근처의 막 사이 공간에 국한되는 짧은 동질형(S-OPA1)의 두 가지 유형의 동질형이 존재한다. S-OPA1은 절단 부위 S1 및 S2에서 L-OPA1의 단백질 분해에 의해 형성되어 막횡단 도메인을 제거한다.

## 기능
이 유전자 산물은 다이나민 관련 GTP 분해 효소와 유사한 핵 암호화된 미토콘드리아 단백질이다. 미토콘드리아 네트워크의 구성 요소 중 하나이다. OPA1 단백질은 미토콘드리아 내부 막에 국한되어 미토콘드리아 융합과 크리스타 구조를 조절한다. OPA1은 미토푸신 1 및 2와 협력하여 미토콘드리아 융합을 매개하고 2개의 L-OPA1 및 1개의 S-OPA1의 올리고머화에 의한 크리스타 리모델링에 참여하며, 이는 다른 단백질 복합체와 상호작용하여 크리스타 구조를 변경한다. 이는 산화적 인산화 및 세포자살에서의 역할에 기여하는데, 이는 낮은 에너지 기질 이용 가능성 동안 미토콘드리아 활성을 유지하는 데 필요하기 때문이다. 또한, OPA1에 의한 미토콘드리아 크리스타의 안정화는 미토콘드리아 기능 장애, 시토크롬 c 방출 및 활성산소종 생성을 방지하여 세포자살을 예방한다. 미토콘드리아 SLC25A 수송체는 이러한 낮은 수준을 감지하고 OPA1 올리고머화를 자극하여 크리스타를 조이고 ATP 합성효소의 조립을 강화하며 ATP 생산을 증가시킬 수 있다. 세포자살 반응으로 인한 스트레스는 OPA1 올리고머화를 방해하고 미토콘드리아 융합을 방지할 수 있다.

## 임상적 중요성
이 유전자의 돌연변이는 시신경 위축증인 1형 시신경 위축증과 관련이 있다. 이 시신경 병증은 진행성 시력 상실을 초래하여 많은 경우 법적 실명에 이르게 한다. 특히 우성 시신경 위축은 OPA1의 GTP 분해 효소 도메인 돌연변이로 추적되어 감각 신경성 난청, 운동실조, 감각운동 신경병증, 진행성 외안근마비 및 미토콘드리아 근육병증을 유발한다. 돌연변이가 청각 신경 섬유의 변성을 유발할 수 있기 때문에 인공 와우 장치는 OPA1 유래 청력 상실 환자의 청력 역치 및 언어 지각을 개선하는 치료 수단을 제공한다.
OPA1 및 MFN2를 포함하는 미토콘드리아 융합은 파킨슨병과 관련될 수 있다.

## 상호작용
OPA1은 다음과 상호 작용하는 것으로 나타났다.
- 아데노뉴클레오티드 수송체[4]
- ATP 합성 효소[4]
- CHCHD3[4]
- 미토필린[4]
- 프로히비틴[4]
- SAM50[4]
- SLC25A[4]

## 참고
- Kjer 시신경병증